# Катлинь (станция метро)

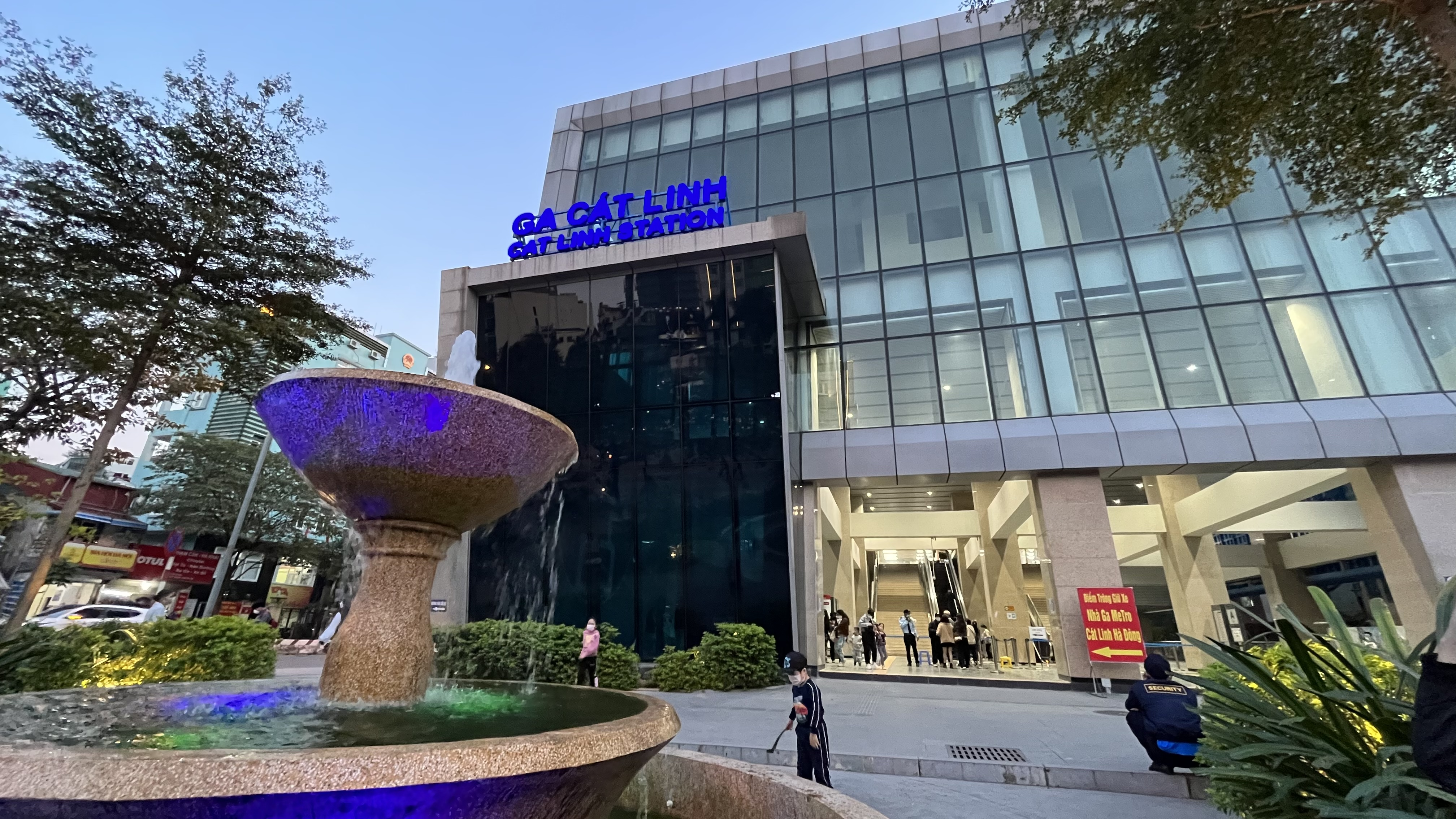

«Катлинь» (вьет. Ga Cát Linh) — станция Ханойского метрополитена. Конечная станция линии 2а, пересадка на 3 линию. Станция находится в районе Донгда, Ханой, Вьетнам.

## История
Начато в 2000-х годах. По открытии станет первой пересадкой меж линий метрополитена.
Пуск намечался в мае 2021 года, после неоднократных переносов предыдущих пусков линии и станции.
Открылась в составе линии 6 ноября 2021 года.